# Ołeksij Watczenko
Ołeksij Fedosijowycz Watczenko (ukr. Олексій Федосійович Ватченко; ur. 25 lutego 2 lutego?/15 lutego 1914 w Łyzaweto-Kamjance (obecnie w granicach Dnipro), zm. 22 listopada 1984) – radziecki i ukraiński polityk, przewodniczący Prezydium Rady Najwyższej Ukraińskiej SRR (1976-1984).

## Życiorys
Pochodził z rodziny chłopskiej, w 1938 roku skończył wydział fizyczno-matematyczny uniwersytetu w Dniepropetrowsku, po czym został nauczycielem i kierownikiem szkoły wiejskiej. Od 1940 roku działacz WKP(b). W 1941 roku powołany do Armii Czerwonej, walczył w wojnie z Niemcami, w 1944 roku został ranny i skierowany na leczenie. Od 1945 roku zastępca kierownika, potem kierownik wydziału edukacji miejskiego komitetu wykonawczego w Dniepropetrowsku. Od 1948 roku II sekretarz komitetu rejonowego WKP(b), w latach 1955-1959 II sekretarz komitetu obwodowego, w latach 1959-1963 I sekretarz obwodowego komitetu w Chmielnickim, w latach 1963-1964 w Dniepropetrowsku, w latach 1964-1965 w Czerkasach, w latach 1965-1976 ponownie w Dniepropetrowsku. Deputowany do Rady Najwyższej ZSRR od 6 do 9 kadencji, uczestnik XXIII, XXIV, XXV i XXVI zjazdu KPZR. Od 24 czerwca 1976 do 22 listopada 1984 roku przewodniczący Prezydium Rady Najwyższej Ukraińskiej SRR.
Pochowany został na cmentarzu Bajkowa w Kijowie.

## Odznaczenia
- Złoty Medal „Sierp i Młot” Bohatera Pracy Socjalistycznej (8 grudnia 1973)
- Order Lenina (sześciokrotnie)
- Order Rewolucji Październikowej
- Order Czerwonego Sztandaru (dwukrotnie)
- Order Aleksandra Newskiego